# Charles Victor Mauguin
Pour les articles homonymes, voir Mauguin.
Charles Victor Mauguin, né le 19 septembre 1878 à Provins et mort  le 25 avril 1958 à Villejuif, est un minéralogiste français, considéré comme le fondateur de l'école française de radiocristallographie.

## Biographie
Fils d'un boulanger de Provins, Mauguin est d'abord instituteur, puis il entre à l'École normale de Saint-Cloud. Ses succès lui valent d'être distingué et d'entrer au laboratoire de chimie organique de l'École normale supérieure où il présenta sa thèse.
Il découvre la cristallographie en suivant les leçons de Pierre Curie en 1905 sur la symétrie dans les phénomènes physiques. Devenu assistant de Frédéric Wallerant à la Sorbonne, il y étudie les cristaux liquides. Ses travaux sur le sujet sont de première importance. Il a été professeur de minéralogie à Bordeaux et Nancy. En 1933, il succède à Wallerant à la chaire de minéralogie de la Sorbonne, qu'il occupe jusqu'en 1948, où il est remplacé par Jean Wyart. Durant toute cette période, il s'intéresse surtout à la diffraction des rayons X par les cristaux.
Passionné par la théorie des groupes, il propose en 1931 une notation symbolique des éléments et des opérations de symétrie. Légèrement modifiée par Carl Hermann, celle-ci est adoptée par les cristallographes sous le nom de « symboles d'Hermann-Mauguin ». Il est l'un des fondateurs de l'Union internationale de cristallographie.

## Honneurs et distinctions
Le 1er mars 1937, il est élu membre de l'Académie des sciences à la section de minéralogie.

### Décorations
- Officier de la Légion d'honneur (1939) ; Chevalier (1920)[2].